# Армстронг (лунный кратер)
Кратер Армстронг (лат. Armstrong) — маленький ударный кратер, расположенный в южной части Моря Спокойствия на видимой стороне Луны. Название дано в честь американского астронавта, первого человека, ступившего на Луну, Нила Олдена Армстронга (1930—2012) и утверждено Международным астрономическим союзом в 1970 г.

## Описание кратера
До своего переименования в 1970 г кратер считался сателлитным кратером Сабин Е. Ближайшими соседями кратера являются кратеры Коллинз (ранее Сабин D), Олдрин (ранее Сабин B) и Сабин на западе; кратер Ламонт на севере-северо-западе; кратер Маскелайн на востоке и кратер Мольтке на юге-юго-западе. Селенографические координаты центра кратера — 1°21′ с. ш. 24°56′ в. д. / 1,35° с. ш. 24,94° в. д., диаметр — 4,2 км, глубина — 0,7 км.
Кратер имеет чашеобразную форму. Высота вала над окружающей местностью составляет 150 м, объем кратера — приблизительно 3 км3.
По морфологическим признакам кратер относится к типу ALC (по наименованию типичного представителя этого типа — кратера Аль-Баттани C).

## Сателлитные кратеры
Отсутствуют.

## Места посадок космических аппаратов
- 20 февраля 1965 г. в 09:57:37 UTС, приблизительно в 40 км к северу от кратера, в точке с координатами 2°43′ с. ш. 24°49′ в. д. / 2,71° с. ш. 24,81° в. д.G, произошло столкновение с поверхностью Луны межпланетной станции Рейнджер-8.

- 11 сентября 1967 г. в 00:46:44 UTC, приблизительно в 55 км на западе от кратера, в точке с координатами 1°25′ с. ш. 23°11′ в. д. / 1,41° с. ш. 23,18° в. д.G, совершила посадку межпланетная станция Сервейер-5.

- 24 июля 1969 г. в 16:50:35 UTC, приблизительно в 50 км на юго-западе от кратера, в точке с координатами 0°41′17″ с. ш. 23°25′59″ в. д. / 0,688° с. ш. 23,433° в. д.G, совершил посадку лунный модуль Аполлона-11.